# Coppa Italia 2000-2001 (hockey su pista)
La Coppa Italia 2000-2001 è stata la 32ª edizione della principale coppa nazionale italiana di hockey su pista. Il torneo ha avuto inizio il 23 settembre e si è concluso il 9 dicembre 2000.
Il trofeo è stato conquistato dal Novara per la diciannovesima volta nella sua storia.

## Formula
Al torneo hanno preso parte le 12 squadre iscritte al massimo campionato. Le formazioni sono state divise in quattro gironi all'italiana di tre squadre ciascuno. Ogni girone si è svolto con partite di sola andata in sede unica, sul campo di gioco della società miglior offerente.
Le prime due classificate di ogni raggruppamento della prima fase si sono qualificate per i gironi della seconda fase (due gruppi di quattro squadre ciascuno), che si sono svolti con la medesima formula. Tutti gli incontri delle prime due fasi sono stati disputati sulla durata di 40 minuti (anziché i canonici 50).
Le vincenti dei due gironi di seconda fase unitamente alle seconde classificate si sono affrontate nelle final four per l'assegnazione del trofeo.

## Squadre partecipanti
- Amatori Reggio Emilia
- Amatori Vercelli - Finalista Coppa Italia 1999-2000
- Bassano 54
- Breganze
- Forte dei Marmi
- Modena

- Novara -  Detentore Coppa Italia 1999-2000
- Prato Primavera
- Roller Salerno
- Scandianese
- Rotellistica 93
- Trissino

## Risultati

### Prima fase

#### Girone A
Il girone A fu disputato a Modena il 23 settembre 2000.
| Squadra     | Pt | G | V | N | P | GF | GS | DG  |
| ----------- | -- | - | - | - | - | -- | -- | --- |
| Novara      | 6  | 2 | 2 | 0 | 0 | 12 | 3  | +9  |
| Modena      | 3  | 1 | 1 | 0 | 0 | 4  | 3  | +1  |
| Scandianese | 0  | 2 | 0 | 0 | 2 | 3  | 13 | -10 |

| Modena 23 settembre 2000 | Scandianese | 3 – 9 | Novara | PalaMolza |

| Modena 23 settembre 2000 | Modena | 4 – 0 | Scandianese | PalaMolza |

| Modena 23 settembre 2000 | Modena | 0 – 3 | Novara | PalaMolza |

#### Girone B
Il girone B fu disputato a Breganze il 23 settembre 2000.
| Squadra    | Pt | G | V | N | P | GF | GS | DG  |
| ---------- | -- | - | - | - | - | -- | -- | --- |
| Bassano 54 | 6  | 2 | 2 | 0 | 0 | 13 | 3  | +10 |
| Trissino   | 3  | 2 | 1 | 0 | 1 | 5  | 7  | -2  |
| Breganze   | 0  | 2 | 0 | 0 | 2 | 5  | 13 | -8  |

| Breganze 23 settembre 2000 | Breganze | 3 – 4 | Trissino | PalaFerrarin |

| Breganze 23 settembre 2000 | Bassano 54 | 9 – 2 | Breganze | PalaFerrarin |

| Breganze 23 settembre 2000 | Trissino | 1 – 4 | Bassano 54 | PalaFerrarin |

#### Girone C
Il girone C fu disputato a Forte dei Marmi il 23 settembre 2000.
| Squadra         | Pt | G | V | N | P | GF | GS | DG |
| --------------- | -- | - | - | - | - | -- | -- | -- |
| Prato Primavera | 4  | 2 | 1 | 1 | 0 | 12 | 6  | +6 |
| Forte dei Marmi | 4  | 2 | 1 | 1 | 0 | 9  | 7  | +2 |
| Roller Salerno  | 0  | 2 | 0 | 0 | 2 | 3  | 11 | -8 |

| Forte dei Marmi 23 settembre 2000 | Forte dei Marmi | 5 – 5 | Prato Primavera | PalaForte |

| Forte dei Marmi 23 settembre 2000 | Prato Primavera | 7 – 1 | Roller Salerno | PalaForte |

| Forte dei Marmi 23 settembre 2000 | Roller Salerno | 2 – 4 | Forte dei Marmi | PalaForte |

#### Girone D
Il girone D fu disputato a Reggio nell'Emilia il 23 settembre 2000.
| Squadra               | Pt | G | V | N | P | GF | GS | DG  |
| --------------------- | -- | - | - | - | - | -- | -- | --- |
| Amatori Reggio Emilia | 6  | 2 | 2 | 0 | 0 | 15 | 6  | +9  |
| Amatori Vercelli      | 3  | 2 | 1 | 0 | 1 | 6  | 5  | +1  |
| Rotellistica 93       | 0  | 2 | 0 | 0 | 2 | 3  | 13 | -10 |

| Reggio nell'Emilia 23 settembre 2000 | Amatori Reggio Emilia | 5 – 3 | Amatori Vercelli | PalaBigi |

| Reggio nell'Emilia 23 settembre 2000 | Amatori Vercelli | 3 – 0 | Rotellistica 93 | PalaBigi |

| Reggio nell'Emilia 23 settembre 2000 | Rotellistica 93 | 3 – 10 | Amatori Reggio Emilia | PalaBigi |

### Seconda fase

#### Girone A
Il girone A fu disputato a Novara dal 30 settembre al 1º ottobre 2000.
| Squadra          | Pt | G | V | N | P | GF | GS | DG  |
| ---------------- | -- | - | - | - | - | -- | -- | --- |
| Novara           | 9  | 3 | 3 | 0 | 0 | 16 | 2  | +14 |
| Prato Primavera  | 4  | 3 | 1 | 1 | 1 | 6  | 7  | -1  |
| Amatori Vercelli | 3  | 3 | 1 | 0 | 2 | 6  | 14 | -8  |
| Trissino         | 1  | 3 | 0 | 1 | 2 | 6  | 11 | -5  |

| Novara 30 settembre 2000 | Prato Primavera | 4 – 1 | Amatori Vercelli | Palasport Dal Lago |

| Novara 30 settembre 2000 | Novara | 5 – 1 | Trissino | Palasport Dal Lago |

| Novara 1º ottobre 2000 | Amatori Vercelli | 1 – 7 | Novara | Palasport Dal Lago |

| Novara 1º ottobre 2000 | Trissino | 2 – 2 | Prato Primavera | Palasport Dal Lago |

| Novara 1º ottobre 2000 | Amatori Vercelli | 4 – 3 | Trissino | Palasport Dal Lago |

| Novara 1º ottobre 2000 | Novara | 4 – 0 | Prato Primavera | Palasport Dal Lago |

#### Girone B
Il girone B fu disputato a Modena dal 30 settembre al 1º ottobre 2000.
| Squadra               | Pt | G | V | N | P | GF | GS | DG  |
| --------------------- | -- | - | - | - | - | -- | -- | --- |
| Bassano 54            | 9  | 3 | 3 | 0 | 0 | 20 | 2  | +18 |
| Modena                | 6  | 3 | 2 | 0 | 1 | 7  | 5  | +2  |
| Amatori Reggio Emilia | 1  | 3 | 0 | 1 | 2 | 3  | 13 | -10 |
| Forte dei Marmi       | 1  | 3 | 0 | 1 | 2 | 3  | 13 | -10 |

| Modena 30 settembre 2000 | Modena | 3 – 1 | Amatori Reggio Emilia | PalaMolza |

| Modena 30 settembre 2000 | Bassano 54 | 9 – 0 | Forte dei Marmi | PalaMolza |

| Modena 1º ottobre 2000 | Modena | 2 – 1 | Forte dei Marmi | PalaMolza |

| Modena 1º ottobre 2000 | Bassano 54 | 8 – 0 | Amatori Reggio Emilia | PalaMolza |

| Modena 1º ottobre 2000 | Amatori Reggio Emilia | 2 – 2 | Forte dei Marmi | PalaMolza |

| Modena 1º ottobre 2000 | Bassano 54 | 3 – 2 | Modena | PalaMolza |

### Final four
La Final four del torneo si è disputata a Bassano del Grappa dall'8 al 9 dicembre 2000.

#### Tabellone
|  | Semifinali      | Semifinali      | Semifinali |            |        | Finale 1º/2º posto | Finale 1º/2º posto | Finale 1º/2º posto |  |
|  |                 |                 |            |            |        |                    |                    |                    |  |
|  | Novara          | Novara          | 4          |            |        |                    |                    |                    |  |
|  | Novara          | Novara          | 4          |            |        |                    |                    |                    |  |
|  | Modena          | Modena          | 0          |            |        |                    |                    |                    |  |
|  | Modena          | Modena          | 0          |            | Novara | Novara             | 4                  |                    |  |
|  |                 |                 |            |            | Novara | Novara             | 4                  |                    |  |
|  |                 |                 | Bassano 54 | Bassano 54 | 0      |                    |                    |                    |  |
|  | Bassano 54      | Bassano 54      | Bassano 54 | Bassano 54 | 0      | 3                  |                    |                    |  |
|  | Bassano 54      | Bassano 54      |            |            |        | 3                  |                    |                    |  |
|  | Prato Primavera | Prato Primavera | 1          |            |        | Finale 3º/4º posto | Finale 3º/4º posto | Finale 3º/4º posto |  |
|  | Prato Primavera | Prato Primavera | 1          |            |        |                    |                    |                    |  |
|  |                 |                 |            |            |        |                    |                    |                    |  |
|  |                 |                 |            |            |        | Modena             | Modena             | 2                  |  |
|  |                 |                 |            |            |        | Modena             | Modena             | 2                  |  |
|  |                 |                 |            |            |        | Prato Primavera    | Prato Primavera    | 3                  |  |

#### Semifinali
| Bassano del Grappa 8 dicembre 2000 | Novara | 4 – 0 | Modena | PalaSind |

| Bassano del Grappa 8 dicembre 2000 | Bassano 54 | 3 – 1 | Prato Primavera | PalaSind |

#### Finale
| Arbitro: | Fanesi (Lucca) |

|                                                                     |           |  |
| Alb. Michielon 2'45" 27'58" A. Orlandi 29'23" Ale. Michielon 33'01" | Marcatori |  |

| Novara         |   |                      |
|                |   |                      |
| P              | ? | Massimo Cunegatti    |
| E              | ? | Alberto Michielon    |
| E              | ? | Alessandro Michielon |
| E              | ? | Enea Monteforte      |
| E              | ? | Alberto Orlandi      |
| E              | ? | Andrea Ortogni       |
| E              | ? | Antonio Piscitelli   |
| E              | ? | Dario Rigo           |
| Allenatore:    |   |                      |
| Livio Parasuco |   |                      |

| Bassano 54 |   |                   |
|            |   |                   |
| E          | ? | Francesco Amato   |
| E          | ? | Vittorio Bordin   |
| E          | ? | Michele Crovadore |
| E          | ? | Michele Panizza   |
| E          | ? | Stefano Poli      |
| E          | ? | Pietro Pranovi    |
| E          | ? | Giuseppe Tonon    |
| E          | ? | Stefano Turchetto |
| E          | ? | Luca Maria Ventra |